# Añisoc
Añisoc (häufig auch Añisok, in der Kolonialzeit: Valladolid de los Bimbiles) ist eine Stadt in Äquatorialguinea. Im Jahre 2012 hatte sie eine Bevölkerung von 16.626 Personen.

## Lage
Die Stadt befindet sich im Nordwesten der Provinz Wele-Nzas auf dem Festlandteil des Staates. Sie bildet einen wichtigen Verkehrsknotenpunkt im Norden der Provinz.

## Geschichte
Der Ort war der letzte, der in den 1940er Jahren von den Spaniern gegründet wurde, bevor die Kolonie 1968 die Unabhängigkeit erlangte.

## Klima
In der Stadt herrscht tropisches Klima.